# 아재타향정호적
《아재타향정호적》(我在他乡挺好的)은 2021년 방송되었던 중국의 드라마이다.

## 등장 인물
- 저우위퉁 - 챠오시천 역
- 임소석 (任素汐) - 지난지아 역
- 손천 (孙千) - 쉬엔 역
- 백우범 (白宇帆) - 젠이판 역
- 마사초 (马思超) - 구양 역
- 대운범 (代云帆) - 린루이 역
- 김정 (金靖) - 후징징 역
- 태락 (泰乐) - 심자창 역
- 궁베이비 - 루이닝 역
- 왕박문 (王博文) - 무무 역
- 양청 (杨青) - 린리칭 역
- 동사이 - 웨이웨이 역